# Richard Farnsworth
Richard Farnsworth  (Los Angeles, 1920. szeptember 1. – Lincoln, 2000. október 6.) amerikai színész.

## Élete és pályafutása
Filmes pályafutását kaszkadőrként kezdte, egészen 1966-ig. Ekkor játszhatta el első, saját nevével feltüntetett szerepét, a A folyón át Texasba című western-filmvígjátékban, Dick Farnsworth néven. Nagyon sokáig westernfilmekben szerepelt, 1978-ig összesen 84 filmben. 
1978-ban megkapta a Ha eljő a lovas című western egyik mellékszerepét, Dodgert, mely a szakmai elismerést is meghozta számára. A következő éveben Oscar-díjra jelölték a legjobb férfi mellékszereplő kategóriában. A siker után sorra kapta filmszerepeit, majd 1982-ben első filmfőszerepét is ráosztották: a The Grey Fox című életrajzi westernben Bill Miner banditát formálta meg. A film több Genie-díjat elnyert. 
1986-ban Gemini-díjat kapott az Anna című tévéfilmben Matthew Cuthbert szerepének megformálásáért. Emlékezetes alakításokat nyújtott az Ármány és szőke (1985), a Cinikus hekus (1990) és a Lassie (1994) című filmekben. 1990-ben ő alakította a seriffet a Tortúra című Stephen King-feldolgozásban és a professzort a Havanna című filmdrámában, utóbbiban Robert Redford mellett szerepelt.
Már nyugdíjba vonult és farmján élt, amikor gyógyíthatatlan rákos megbetegedés alakult ki nála. Ekkor kérte fel David Lynch rendező, hogy játssza el Alvin Straight szerepét a The Straight Story – Az igaz történet (1999) egyik főszereplőjeként. A filmben egy farmert alakít, aki keresztülutazza Amerikát egy traktorral, hogy még utoljára láthassa haldokló testvérét. Alakításáért Oscar-díjra jelölték, a legjobb férfi főszereplő kategóriában. 
A rákos megbetegedése miatt erős fájdalmai voltak a filmforgatáson is, farmjára hazatérve fejbe lőtte magát. Búcsúlevelet nem hagyott hátra.
Csillagot kapott a Hollywood Walk of Fame-n. 1997-ben beválasztották a Western Performers Hall of Fame-be.

## Filmográfia

### Film
| Év   | Magyar cím                           | Eredeti cím                          | Szerep                                    | Magyar hang       |
| ---- | ------------------------------------ | ------------------------------------ | ----------------------------------------- | ----------------- |
| 1937 | Versenynap                           | A Day at the Races                   | zsoké                                     |                   |
| 1938 |                                      | The Adventures of Marco Polo         | mongol harcos                             |                   |
| 1939 |                                      | Gunga Din                            | statiszta                                 |                   |
| 1939 | Elfújta a szél                       | Gone with the Wind                   | katona                                    |                   |
| 1943 |                                      | This Is the Army                     | katona                                    |                   |
| 1948 | Vörös folyó                          | Red River                            | Dunston lovas                             |                   |
| 1948 | A sápadt arcú                        | The Paleface                         | statiszta                                 |                   |
| 1949 | Joe, az óriásgorilla                 | Mighty Joe Young                     | cowboy                                    |                   |
| 1950 | Tűz és íj                            | The Flame and the Arrow              | törvényen kívüli                          |                   |
| 1953 |                                      | Arena                                | cowboy                                    |                   |
| 1953 | Az apacsok nyila                     | Arrowhead                            | lovas katona                              |                   |
| 1953 | A vad                                | The Wild One                         | ismeretlen szerep                         |                   |
| 1954 | Az erőszakos férfiak                 | The Violent Men                      | lovas                                     |                   |
| 1955 |                                      | A Lawless Street                     | városlakó                                 |                   |
| 1956 | Tízparancsolat                       | The Ten Commandments                 | kocsihajtó                                |                   |
| 1957 | Bádogcsillag                         | The Tin Star                         | ismeretlen szerep                         |                   |
| 1957 |                                      | The Hard Man                         | férfi                                     |                   |
| 1960 | Spartacus                            | Spartacus                            | rabszolga / gladiátor/ rabszolga tábornok |                   |
| 1963 |                                      | The Jolly Genie (rövidfilm)          | gengszter                                 |                   |
| 1966 | Párbaj Diablónál                     | Duel at Diablo                       | kocsihajtó                                |                   |
| 1966 | A folyón át Texasba                  | Texas Across the River               | gyógyító                                  |                   |
| 1968 | Lopakodó hold                        | The Stalking Moon                    | ismeretlen szerep                         |                   |
| 1970 | Az utolsó cowboy                     | Monte Walsh                          | cowboy                                    |                   |
| 1971 | Vásárra viszem a bőröd               | Skin Game                            | férfi a verekedésnél                      |                   |
| 1972 | Cowboyok                             | The Cowboys                          | Henry Williams                            |                   |
| 1972 |                                      | Pocket Money                         | férfi                                     |                   |
| 1972 | Ulzana portyája                      | Ulzana's Raid                        | lovas katona                              |                   |
| 1972 | Roy Bean bíró élete és kora          | The Life and Times of Judge Roy Bean | törvényen kívüli                          |                   |
| 1973 |                                      | The Soul of Nigger Charley           | Walker                                    |                   |
| 1973 | Pillangó                             | Papillon                             | embervadász                               |                   |
| 1974 | Fényes nyergek                       | Blazing Saddles                      | seriff                                    |                   |
| 1975 | Az almagombóc banda                  | The Apple Dumpling Gang              | fuvaros                                   |                   |
| 1976 |                                      | The Duchess and the Dirtwater Fox    | postakocsis                               |                   |
| 1976 | A törvényenkívüli Josey Wales        | The Outlaw Josey Wales               | útonálló                                  | Palóczy Frigyes   |
| 1977 | Egy másik férfi és egy másik nő      | Another Man, Another Chance          | postakocsis                               | Képessy József    |
| 1977 | Egy másik férfi és egy másik nő      | Another Man, Another Chance          | postakocsis                               | Barbinek Péter    |
| 1978 | Ha eljő a lovas                      | Comes a Horseman                     | Dodger                                    | Kun Vilmos        |
| 1978 | Ha eljő a lovas                      | Comes a Horseman                     | Dodger                                    | Garai Róbert      |
| 1980 | Tom Horn                             | Tom Horn                             | John C. Coble                             | Szokolay Ottó     |
| 1980 |                                      | Ruckus                               | Jethro Pough seriff                       |                   |
| 1980 | Feltámadás                           | Resurrection                         | Esco                                      |                   |
| 1981 | Az álarcos lovas legendája           | The Legend of the Lone Ranger        | 'Wild Bill' Hickok                        |                   |
| 1982 |                                      | The Grey Fox                         | Bill Miner                                |                   |
| 1982 |                                      | Waltz Across Texas                   | Frank Walker                              |                   |
| 1983 |                                      | Independence Day                     | Evan                                      |                   |
| 1984 | Az őstehetség                        | The Natural                          | 'Red' Blow                                | Makay Sándor      |
| 1984 | Énekes izompacsirta                  | Rhinestone                           | Noah Farris                               | Fülöp Zsigmond    |
| 1985 | Ármány és szőke                      | Into the Night                       | Jack Caper                                | Versényi László   |
| 1985 |                                      | Sylvester                            | Foster                                    |                   |
| 1985 | Space Rage – Lázadás a börtönbolygón | Space Rage                           | ezredes                                   | Versényi László   |
| 1988 |                                      | The River Pirates                    | Percy                                     |                   |
| 1990 | Cinikus hekus                        | The Two Jakes                        | Earl Rawley                               | Elekes Pál        |
| 1990 | Cinikus hekus                        | The Two Jakes                        | Earl Rawley                               | Szélyes Imre      |
| 1990 | Tortúra                              | Misery                               | Buster seriff                             | Benkő Gyula       |
| 1990 | Tortúra                              | Misery                               | Buster seriff                             | Barbinek Péter    |
| 1990 | Havanna                              | Havana                               | professzor                                | Versényi László   |
| 1991 | Út a pokolba                         | Highway to Hell                      | Sam                                       | Dobránszky Zoltán |
| 1994 | Szökésben                            | The Getaway                          | Slim                                      | Komlós András     |
| 1994 | Szökésben                            | The Getaway                          | Slim                                      | Izsóf Vilmos      |
| 1994 | Lassie                               | Lassie                               | Len Collins                               | Velenczey István  |
| 1999 | The Straight Story – Igaz történet   | The Straight Story                   | Alvin Straight                            | Kun Vilmos        |

### Televízió
| Év        | Magyar cím         | Eredeti cím                        | Szerep                           | Megjegyzések                               |
| --------- | ------------------ | ---------------------------------- | -------------------------------- | ------------------------------------------ |
| 1951–1954 |                    | The Adventures of Kit Carson       | csatlós / sofőr                  | 2 epizód                                   |
| 1955      |                    | Soldiers of Fortune                | Gaucho                           | 1 epizód (nincs feltüntetve)               |
| 1956      |                    | Zane Grey Theatre                  | lovas katona                     | 1 epizód                                   |
| 1958      |                    | The Adventures of Wild Bill Hickok | inas                             | 1 epizód                                   |
| 1958      |                    | Cimarron City                      | Ira Youngman                     | 1 epizód (nincs feltüntetve)               |
| 1959      |                    | State Trooper                      | Caleb Smith                      | 1 epizód                                   |
| 1959      |                    | The Rebel                          | lovas katona                     | 1 epizód                                   |
| 1960      |                    | Wanted: Dead or Alive              | Rance / Hal                      | 2 epizód                                   |
| 1960–1961 |                    | Laramie                            | Gault Ranch Hand / Manley / Hank | 4 epizód                                   |
| 1965–1966 |                    | The Big Valley                     | Bolin / üzletember               | 2 epizód                                   |
| 1967      | Vadnyugati mesék   | Cimarron Strip                     | Dusty Rhodes / Benefiel          | 2 epizód                                   |
| 1970      |                    | The High Chaparral                 | Lloyd                            | 1 epizód                                   |
| 1971–1972 |                    | Bonanza                            | Sourdough / Tate / Troy          | 3 epizód                                   |
| 1972–1981 |                    | Disneyland                         | farmer / Ridge Fenton            | 4 epizód                                   |
| 1974      |                    | Honky Tonk                         | sofőr                            | tévéfilm                                   |
| 1975      |                    | Strange New World                  | idős férfi                       | tévéfilm                                   |
| 1977      | Gyökerek           | Roots                              | Trumbull                         | minisorozat (1 epizód)                     |
| 1977      | A farm, ahol élünk | Little House on the Prairie        | Wall                             | 1 epizód                                   |
| 1981      |                    | The Texas Rangers                  | J.W. Stevens ranger              | tévéfilm                                   |
| 1981      |                    | A Few Days in Weasel Creek         | Jason Stayvey                    | tévéfilm                                   |
| 1983      |                    | Travis McGee                       | Van Harder                       | tévéfilm                                   |
| 1983      |                    | Ghost Dancing                      | Russ Ward                        | tévéfilm                                   |
| 1985      |                    | Wild Horses                        | Chuck Reese                      | tévéfilm                                   |
| 1985      | A védelmező        | Chase                              | Grand Pettitt bíró               | tévéfilm                                   |
| 1985–2000 | Anna               | Anne of Green Gables               | Matthew Cuthbert                 | - 8 epizód - magyar hangja: - Simon György |
| 1987      |                    | CBS Summer Playhouse               | Carl                             | 1 epizód                                   |
| 1987      |                    | Highway to Heaven                  | Jet Sanders nagypapa             | 1 epizód                                   |
| 1989      |                    | Red Earth, White Earth             | Helmer                           | tévéfilm                                   |
| 1989      |                    | Desperado: The Outlaw Wars         | Campbell seriff / Bisby Arizona  | tévéfilm                                   |
| 1992      |                    | The Boys of Twilight               | Cody McPherson seriff            | 5 epizód                                   |
| 1993      |                    | The Fire Next Time                 | Frank Morgan                     | minisorozat (2 epizód)                     |
| 1998      |                    | Best Friends for Life              | Will Harper                      |                                            |